# Sergen-Katlower Teich- und Wiesenlandschaft
Sergen-Katlower Teich- und Wiesenlandschaft este o arie protejată (arie specială de conservare — SAC, sit de importanță comunitară — SCI) din Germania întinsă pe o suprafață de 683,89 ha, integral pe uscat.

## Localizare
Centrul sitului Sergen-Katlower Teich- und Wiesenlandschaft este situat la coordonatele 51°42′58″N 14°29′36″E / 51.7161°N 14.4933°E.

## Înființare
Situl Sergen-Katlower Teich- und Wiesenlandschaft a fost declarat sit de importanță comunitară în septembrie 2000 pentru a proteja 6 specii de animale. Situl a fost protejat și ca arie specială de conservare în februarie 2013.

## Biodiversitate
Situată în ecoregiunea continentală, aria protejată conține 10 habitate naturale: Vegetație psamofilă uscată cu pășuni deschise de Corynephorus și Agrostis, Ape stătătoare oligotrofe până la mezotrofe, cu vegetație de Littorelletea uniflorae și/sau de Isoëto-Nanojuncetea, Lacuri eutrofice naturale cu vegetație de tip Magnopotamion sau Hydrocharition, Cursuri de apă de la nivel de câmpie la nivel montan, cu vegetație Ranunculion fluitantis și Callitricho-Batrachion, Liziere de ierburi înalte hidrofile de câmpie și de nivel montan până la alpin, Fânețe de joasă altitudine (Alopecurus pratensis, Sanguisorba officinalis), Păduri de stejar sau de stejar și carpen sub-atlantice și medio-europene de Carpinion betuli, Păduri acidofile de stejar bătrân cu Quercus robur pe câmpii nisipoase, Păduri aluvionare cu Alnus glutinosa și Fraxinus excelsior (Alno-Padion, Alnion incanae, Salicion albae), Păduri acidofile de Picea de la nivel montan la nivel alpin (Vaccinio-Piceetea).
La baza desemnării sitului se află mai multe specii protejate:
- păsări (3): cuc (Cuculus canorus), gaia roșie (Milvus milvus), cormoran mare (Phalacrocorax carbo carbo)
- amfibieni (1): buhai de baltă cu burta roșie (Bombina bombina)
- mamifere (1): vidră de râu (Lutra lutra)
- nevertebrate (1): Ophiogomphus cecilia

Pe lângă speciile protejate, pe teritoriul sitului au mai fost identificate 8 specii de plante, 4 specii de amfibieni, 1 specie de reptile.